# Frederiek Nolf
Frederiek Nolf fue un ciclista profesional belga nacido el 10 de febrero de 1987 en Kortrijk y fallecido el 5 de febrero de 2009 en Doha (Catar).
Debutó como profesional el año 2008 con el equipo belga Topsport Vlaanderen.
Fue encontrado muerto en la habitación del hotel de su equipo mientras disputaba el Tour de Catar. Las circunstancias de su muerte se produjo tras sufrir un ataque al corazón.

## Palmarés

### Amateur
2003
- Campeón de Bélgica prejuvenil en ruta

2005
- Ruta del Porvenir
- 1 etapa en el Giro de la Toscana

### Profesional
- Memorial Philippe Van Coningsloo

## Equipos
- Topsport Vlaanderen (2008-2009)